# SIGNIS
SIGNIS (oficjalna nazwa World Catholic Association for Communication, pol. Międzynarodowa Organizacji Mediów Katolickich SIGNIS) – katolickie stowarzyszenie wiernych świeckich, uznane przez Stolicę Apostolską, zrzeszające specjalistów od mediów, w tym radia, telewizji, kina, edukacji medialnej i Internetu. Jest organizacją non-profit obecną w ponad 140 krajach świata. 
SIGNIS powstała w listopadzie 2001 r. przez połączenie International Catholic Organization for Cinema and Audiovisual (OCIC) oraz International Catholic Association for Radio and Television (Unda).
SIGNIS ma status doradczy przy UNESCO, ECOSOC i Radzie Europy.
Stowarzyszenie Komunikacji Społecznej SIGNIS POLSKA jest jej "organizacją krajową".

## Cel i działalność
SIGNIS skupia organizacje o osoby chcące wspierać katolickie media w przekształcaniu świata w świetle Ewangelii przez promowanie godności osoby ludzkiej, sprawiedliwości i pojednania. Organizacja wspiera również działania pokojowe, różnorodność kulturową, prawa człowieka i wolność słowa.